# Nicolas Famigot
 (septembre 2022).
Nicolas Famigot, né au XIIe siècle et mort le 19 mars 1279, est un bénédictin français, vingt-quatrième abbé du Mont Saint-Michel, de 1271 à 1279.
Nicolas Famigot, prieur claustral du Mont Saint-Michel, élu par ses frères pour être leur prélat à la mort de l’abbé Nicolas Alexandre, hérita à la fois de la charge et des vertus de l’abbé Nicolas Alexandre qui l’avait précédé : aussi entièrement étranger au siècle que lui, il semble n’avoir vécu que les yeux attachés au ciel.
Il n’a laissé d’autre trace de son passage qu’un nom sur la liste des abbés, et une ligne funèbre sur l’obituaire. Le voile qui enveloppe sa vie s’étend même sur le lieu où fut creusé son tombeau.